# Amalia Fryderyka z Hesji-Darmstadt
Amalia Fryderyka Hessen-Darmstadt (ur. 20 czerwca 1754 w Prenzlau, zm. 21 czerwca 1832 w Bruchsal) – księżniczka Hesji-Darmstadt, księżna badeńska.

## Życiorys
Córka Ludwika IX, landgrafa Hesji-Darmstadt, i Karoliny Wittelsbach księżniczki Palatynatu-Zweibrücken.
15 lipca 1775 roku poślubiła swojego kuzyna Karola Ludwika Badeńskiego, syna Karola Fryderyka, margrabiego Badenii, i jego pierwszej żony Karoliny Hessen-Darmstadt. Mieli ośmioro dzieci:
- Katarzyna Amalia (1776–1823)
- Karolina Fryderyka (1776–1841) – druga żona króla Bawarii Maksymiliana I Wittelsbacha
- Ludwika Maria (1779–1826) – żona cara Rosji Aleksandra I Romanowa
- Fryderyka Dorota (1781–1826) – żona króla Szwecji Gustawa IV Adolfa Oldenburga
- Maria Elżbieta (1782–1808) – żona księcia Brunszwiku Fryderyka Wilhelma Welfa
- Karol Fryderyk (1784–1785)
- Karol Ludwik (1786–1818) – wielki książę Badenii, mąż Stefanii de Beauharnais
- Wilhelmina Luiza (1788–1836) – żona wielkiego księcia Hesji-Darmstadt Ludwika II